# Caixa Manlleu
Caixa Manlleu (denominació social Caixa d'Estalvis Comarcal de Manlleu) va ser una caixa d'estalvis de Catalunya que es va fundar a Manlleu el 1896 per un grup d'industrials i el bisbe Josep Morgades i Gili com Caixa d'Estalvis de Manlleu. La seu social es trobava a Manlleu i els seus serveis centrals dividits entre Manlleu i Vic.
En el moment de màxim apogeu tenia 100 sucursals, de les quals 42 es trobaven en la comarca d'Osona, la seva zona d'implantació més forta, 27 al Vallès Oriental i la resta en altres comarques de la Catalunya Central i la regió de Barcelona.

## Història
L'entitat va néixer l'any 1896 amb el propòsit de pal·liar les dificultats econòmiques i socials de la població. El 1966 va canviar el nom per l'actual, Caixa d'Estalvis Comarcal de Manlleu, i no va ser fins a l'any 1974 que la caixa va obrir oficines fora d'Osona.

### Fusió

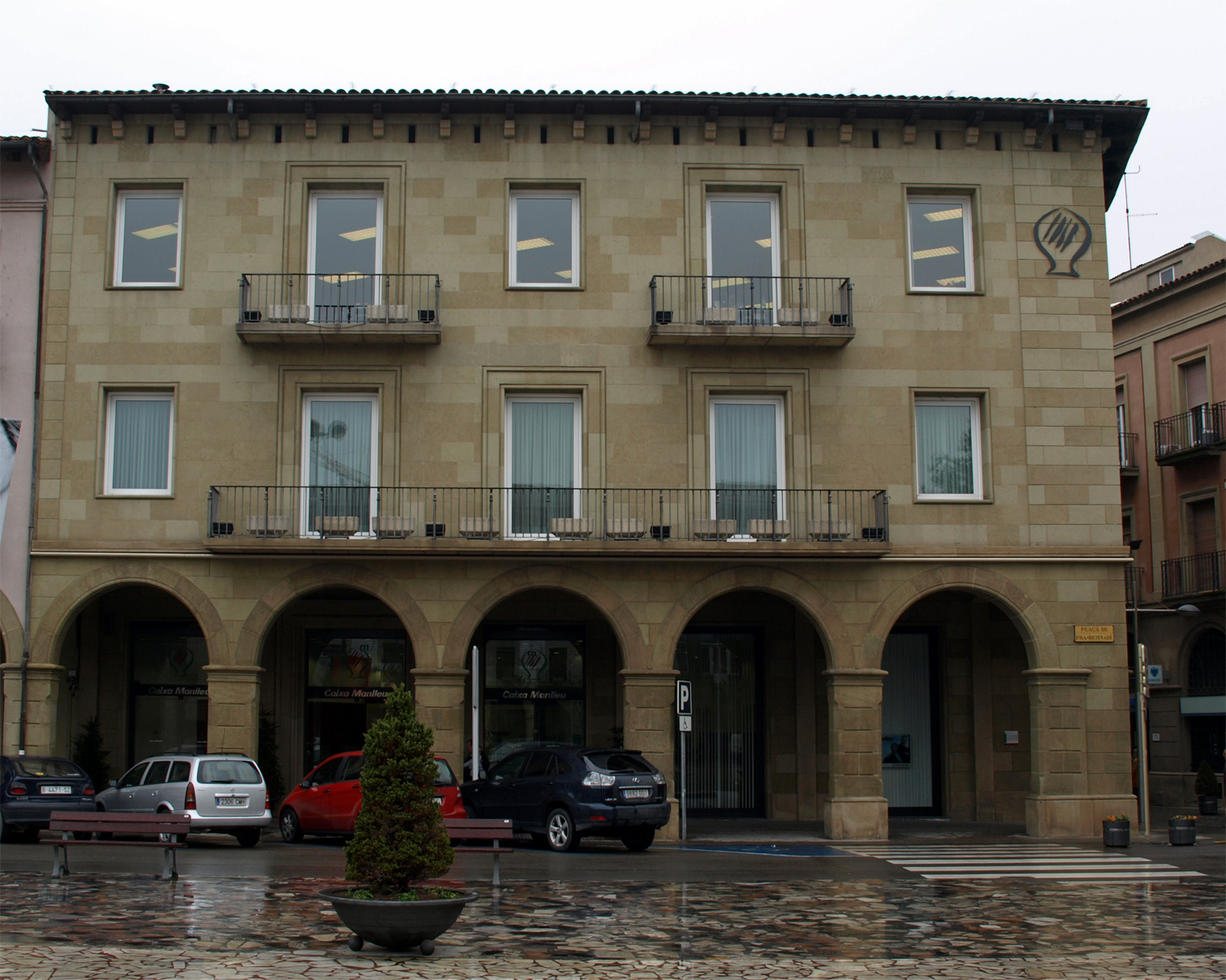
Edifici de la seu a Manlleu

El juny de l'any 2009, amb l'aprovació del Fons de Reestructuració Ordenada Bancària (FROB), es van fer contundents els rumors de possibles fusions entre algunes caixes catalanes. Finalment l'entitat entrà en procés de fusió amb Caixa Sabadell i Caixa Terrassa, tal com ho van fer saber les tres entitats en un comunicat, fusió a la qual Caixa Girona es va acordar que s'hi sumaria posteriorment, en comptes d'unir-se a Caixa Catalunya i Caixa Tarragona, com s'havia rumorejat. La fusió permetria a les quatre caixes mantenir la seva identitat al territori.
El nom social de la caixa resultant va ser Caixa d'Estalvis Unió de Caixes de Girona, Manlleu, Sabadell i Terrassa, amb seu social a Barcelona i amb quatre subseus a Girona, Manlleu, Sabadell i Terrassa. I el nom comercial va ser Unnim, per a les oficines d'aquest grup a Manlleu s'utilitzà la marca Unnim Manlleu.